# Nostima spinosa
Nostima spinosa är en tvåvingeart som beskrevs av James F. Edmiston och Wayne N. Mathis 2005. Nostima spinosa ingår i släktet Nostima och familjen vattenflugor.
Artens utbredningsområde är Bermuda. Inga underarter finns listade i Catalogue of Life.